# ماهر خماش
ماهر خماش ممثل ومؤدي أصوات أردني.

## عن حياته
ولد في مدينة نابلس, تخرج من المعهد العالي للفنون المسرحية بالقاهرة وفي عام 1979 قام بإخراج أول مسرحية له حذاء العم طافش وهو متزوج وله ولد واحد و 3 بنات

## أعماله
- مسرحية عنترة دمشق
- مسرحية الحكم قبل المداولة بغداد
- مسرحية غريبان في المنزل عمّان
- مسرحية بكالوريوس في حكم الشعوب عمّان
- مسلسل شجرة الدر مع نضال الأشقر عام 1979
- مسلسل عبد الرحمن الكواكبي
- مسلسل فيروز والعقد
- مسلسل الكف والمخرز مع جميل عواد وجولييت عواد
- مسلسل ماضي لا يغيب
- مسلسل دائرة اللهب
- مسلسل الدفينة
- مسلسل شيء اسمه الحب
- مسلسل هبوب الريح بدور الكابتن هاري
- مسلسل المشوار الطويل
- مسلسل أبو جعفر المنصور بدور الربيع بن يونس
- مسلسل المناهل وهو سلسلة حلقات تعليمية تربوية للأطفال

### في الدوبلاج
- يوميات بابار (النسخة الأصلية)
- شارلوك هولمز
- الكابتن ماجد الجزء الأول
- ليدي ليدي
- نصف بطل
- الرغيف العجيب
- زهرة الجبل
- الهداف
- النملة فيردي ( الجزء الأول والثاني )
- كاليميرو وفاليريانو
- مخلص صديق الحيوان
- الفواكه
- مانويلا
- جوهرة القصر
- شما في البراري الخضراء

## روابط خارجية
- ماهر خماش على موقع قاعدة بيانات الأفلام العربية